# Chiesa di Sant'Agnese a Vignano
La chiesa di Sant'Agnese a Vignano è un edificio sacro che si trova in località Vignano nel comune di Siena, arcidiocesi di Siena-Colle di Val d'Elsa-Montalcino.

## Storia e descrizione
Il parato esterno è in bozze di pietra arenaria e tufo, il portale e l'occhio sono delineati da mattoni; il corpo laterale a sinistra è un'aggiunta del 1910. L'interno, a navata unica con abside semicircolare e tre altari, venne ristrutturato intorno al 1930. L'opera più antica conservata nella chiesa è, sull'altare di destra, la Madonna col Bambino di Bartolo di Fredi, inserita in una elaborata cornice neogotica; di fronte, sull'altare di sinistra, la statua dedicata a Santa Agnese è opera dello scultore senese Fulvio Corsini nei primi anni del Novecento; forse opera di Tommaso Redi, scultore attivo a Siena nella seconda metà del Seicento, è la figura femminile in arenaria, collocata nella nicchia della parete sinistra.